# بخش سهور
بخش سهور (به انگلیسی: Sehore district) یک منطقهٔ مسکونی در هند است که در Bhopal division واقع شده‌است. بخش سهور ۶٬۵۷۸ کیلومتر مربع مساحت و ۱٬۳۱۱٬۳۳۲ نفر جمعیت دارد.